# Емил Грозев
Емил Антонов Грозев (роден на 15 март 1991) е български футболист на Литекс (Ловеч) и бивш юношески национал на България. Продукт на Академия Литекс, играе като централен защитник, силният му крак е десният.

## Състезателна кариера
Първите стъпки на Грозев във футбола са през 2002 г. когато 11-годишен постъпва в ДЮШ на „оранжевите“. Първият му треньор в Академията е Митко Маринов с когото през 2006 г. печели бранзов медал от Републиканското първенство за юноши родени 1991 г. През 2009 г. с „оранжевите“ и старши треньор Евгени Колев достига до финал за Купата на БФС при юношите старша възраст, родени през 1991 г. В Правец Литекс губи драматично финала от Левски (София) със 7:8 след изпълнение на дузпи (1:1 в редовното време). 
 Пак през същата година и отново в Правец с юношеската формация на Литекс водена от старши треньора Петко Петков взима участие в VI издание на международния футболен турнир за юноши „Юлиян Манзаров“. „Оранжевите“ с Емо в състава си попадат в т.нар. „желязна група“ в които са още отборите на ЦСКА (София), Левски (София) и Стяуа Букурещ на който отбелязва единственото попадение за ловчанлии. С добрите си изяви в центъра на отбраната Емил допринася за класиране на своя отбор на финала. Там „оранжевите“ побеждават връстниците си от гранда Барселона, а Емо Грозев е избран за най-добър защитник на турнира.
Дебютът му в мъжкия състав е на 25 април 2008 при победата с 3:1 срещу Локомотив Пловдив в среща от А група, когато Миодраг Йешич му гласува доверие и го пуска като смяна на Станислав Генчев. Неизменен титуляр за старшата възраст, както и за дублиращия отбор на ловчанлии с който става шампион на България за сезон 2009/10.
На 1 септември 2009 подписва 5-годишен професионален договор. От началото на сезон 2010 – 11 е пратен да се обиграва под наем във втородивизионния Брестник (Пловдив) където треньори са му първоначално Иван Маринов - Маслара, а по-късно Димчо Беляков. За пловдивчани записва 20 срещи и отбелязва 1 гол срещу Лудогорец (Разград).
През шампионат 2011 – 12 играе по един полусезон за втородивизионните Чавдар (Бяла Слатина) и Чавдар (Етрополе) отново под наем, като записва по 15 срещи за двата отбора. През лятото на 2012 г. ръководството на Литекс стартира нова политика на по-скромно харчене относно селекцията. След свиването на бюджета в Литекс част от чужденците напускат, както и звездите Светослав Тодоров и Христо Янев, а обратно в отбора са отзовани всички юноши пратени под наем в други отбори сред които и Емил Грозев. Така снажният бранител става част от най-младия отбор в историята със средна възраст 21 години и 8 месеца, ръководен от легендата на българския футбол Христо Стоичков. Първото му неофициално попадение за „оранжевите“ е на 21 юли 2012 срещу Нефтохимик на блиц турнир проведен в Ловеч.
Първия си гол в А група отбелязва на 10 април 2013 г. при домакинската победа над Етър ВТ с 6:1.

## Национален отбор
Получава първата си повиквателна за юношеския Национален отбор с треньор Красимир Борисов през 2006 г. Участва в квалификациите за Европейско първенство по футбол за юноши до 19 г.. Има записани по 2 срещи срещу Румъния и Република Македония, както и срещу Сърбия и Унгария. Новият треньор на младите лъвчета Атанас Маринов също разчита на талантливия бранител. Под негово ръководство Емо записва пълни 90 минути срещу отбори като Германия, Полша, Северна Ирландия два, Израел, Азербайджан, Босна и Херцеговина и Исландия.

## Успехи
- Международен юношески турнир „Юлиян Манзаров“ – 2009
- Шампион на България в Дублираща футболна група – 2009/10